# Beștepe
Beștepe est une commune roumaine située dans le județ de Tulcea.